# Vladimir Retakh
Retakh, Vladimir (n.1948, Chișinău) este un matematician american. S-a născut la Chișinău. A absolvit Institutul pedagogic din Moscova în anul 1969, unde a audiat cursurile lui Israel Gelfand. Candidat în științe (1973). A lucrat la întreprinderi industriale din Rusia, iar ulterior a intrat într-un grup academic, condus de Israel Gelfand. Din anul 1993 locuiește în SUA. Din anul 1999 este profesor la Rutgers University din New Jersey, SUA.

## Publicații matematice
- AMS MRlookup Arhivat în 12 iunie 2010, la Wayback Machine.(author: Retakh, V.)

## Pagina sa personală
- Pagina web personală